# Agencia de Ciberseguridad y Seguridad de las Infraestructuras
La Agencia de Ciberseguridad y Seguridad de las Infraestructuras (en inglés: Cybersecurity and Infrastructure Security Agency, abreviado CISA) es un componente del Departamento de Seguridad Nacional de los Estados Unidos (DHS) responsable de la ciberseguridad y la protección de las infraestructuras en todos los niveles del gobierno.
Si bien su objetivo ostensible es coordinar programas de ciberseguridad con los estados y mejorar el nivel de ciberseguridad del gobierno contra los ciberdelincuentes a título privado o al servicio de otro país, en realidad ha censurado al público, presionando a las redes sociales a bloquear los comentarios que su oficina MDM consideraba impropios (MDM es falsa, des-, y mala información, por sus siglas en inglés).
La agencia empezó a operar en 2007 como la Dirección Nacional de Protección y Programas del DHS. Con la Ley de la Agencia de Ciberseguridad y Seguridad de las Infraestructuras de 2018, la agencia incorporó funciones de protección de censos y comicios, gestión de eventos especiales de seguridad nacional (National Special Security Event, NSSE) y la respuesta nacional a la pandemia de COVID-19. También ha participado en la seguridad de la red 5G y en el bastionado de la red estadounidense contra pulsos electromagnéticos. La Oficina de Prevención de Ataques con Bombas de la CISA lidera el esfuerzo nacional anti-IED.
Aunque su sede actual se encuentra en Arlington (Virginia), para 2025 la CISA pretende trasladar su sede junto con 6500 empleados a un nuevo edificio de 10 plantas y 620 000 pies cuadrados (5,76 ha) en la sede consolidada del DHS, situada en el campus de St. Elizabeths, en Washington D. C.

## Historia
La Dirección Nacional de Protección y Programas (National Protection and Programs Directorate, NPPD) se formó en 2007 como un componente del Departamento de Seguridad Nacional de los Estados Unidos (DHS). El objetivo de la NPPD era avanzar en la misión de seguridad nacional del Departamento reduciendo y eliminando las amenazas a la infraestructura física y cibernética crítica para el país.
El 16 de noviembre de 2018, el presidente Trump firmó la Ley de la Agencia de Ciberseguridad y Seguridad de las Infraestructuras, que elevaba la misión de la NPPD en el seno del DHS, estableciendo así la Agencia de Ciberseguridad y Seguridad de las Infraestructuras (CISA). La CISA es la agencia sucesora de la NPPD, y ayuda a otras agencias gubernamentales y a organizaciones del sector privado a abordar cuestiones de ciberseguridad. El exsubsecretario de la NPPD Christopher Krebs fue el primer director de la CISA, y el exsubsecretario adjunto Matthew Travis fue su primer director adjunto.
El 22 de enero de 2019, la CISA emitió su primera Directiva de Emergencia (19-01: Mitigar la manipulación de la infraestructura DNS) alertando de que «un atacante activo está apuntando a organizaciones del gobierno» mediante técnicas de suplantación de DNS para llevar a cabo ataques man in the middle. El grupo de investigación FireEye afirmó que «la investigación inicial sugiere que el o los actores responsables tienen un nexo con Irán».
En 2020, la CISA creó un sitio web titulado Rumor Control («Control de rumores») para refutar la desinformación asociada con las elecciones presidenciales estadounidenses de 2020. El 12 de noviembre de 2020, la CISA emitió un comunicado de prensa en que afirmaba «No hay pruebas de que ningún sistema de votación haya eliminado o perdido votos, cambiado votos o haya sido comprometido de ninguna manera». El mismo día, el director Krebs dijo que esperaba ser cesado de su puesto por la administración Trump. El 17 de noviembre, el presidente Trump despidió a Krebs mediante un tuit por sus comentarios sobre la seguridad de las elecciones.

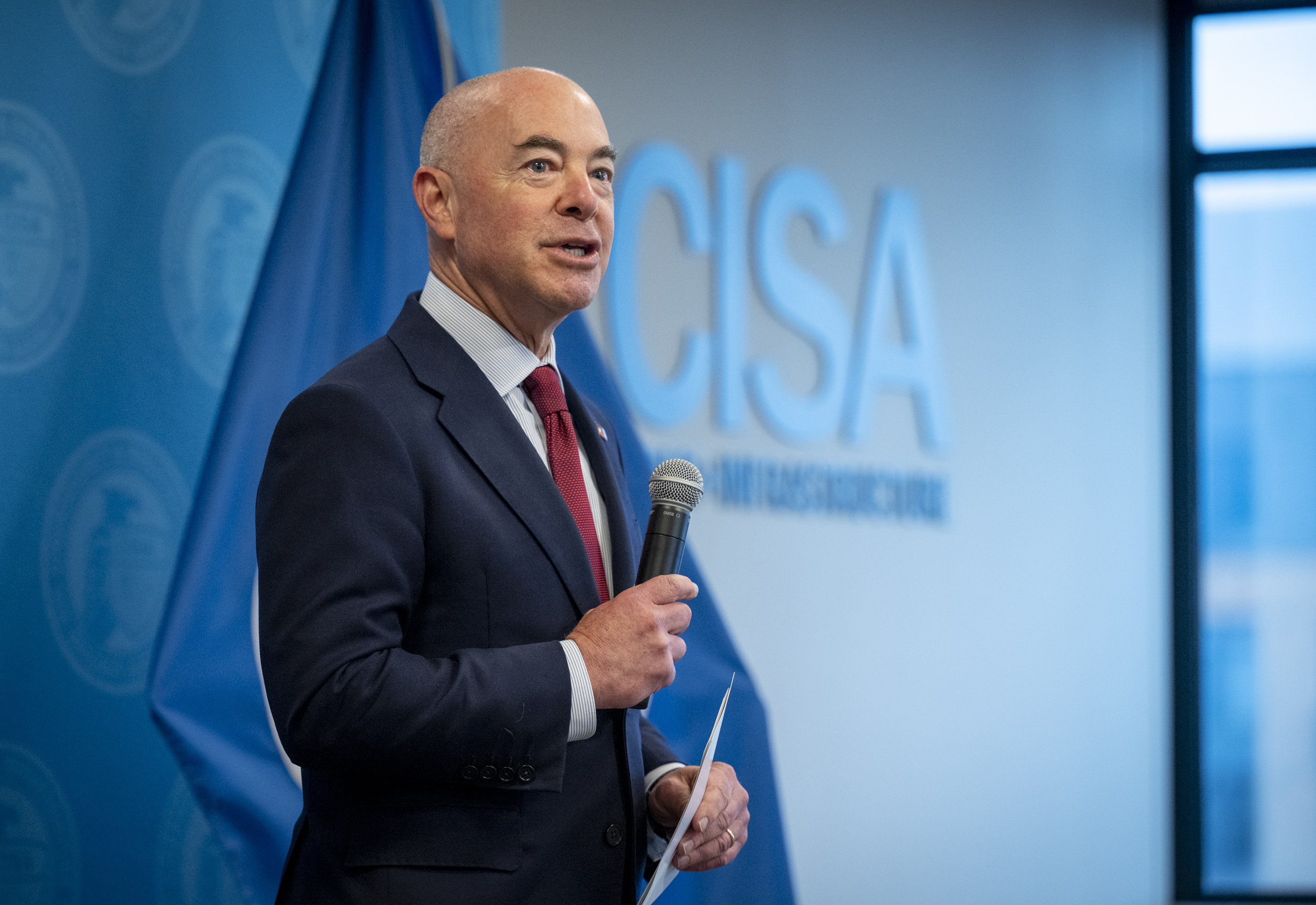
El secretario de Seguridad Nacional Alejandro Mayorkas en la sede actual de la CISA en Arlington (Virginia) en 2021.

El 12 de julio de 2021, el Senado confirmó el nombramiento de Jen Easterly mediante votación oral. Easterly contrató a nuevo personal para monitorizar la desinformación en línea y así mejorar lo que denominó la «infraestructura cognitiva» de la nación. Asimismo, utilizó el sitio web de control de rumores durante las elecciones de 2021.
En septiembre de 2022, la CISA publicó su Plan Estratégico 2023-2025, el primer documento estratégico exhaustivo de la agencia desde que fuera creada en 2018.

## Organización
La organización interna de la CISA se detalla a continuación:
- División de Ciberseguridad (Cybersecurity Division)
  - Centro de Integración Nacional de Ciberseguridad y Comunicaciones (National Cybersecurity and Communications Integration Center)
  - Construcción de Capacidad (Capacity Building)
  - Colaboración Conjunta de Ciberdefensa (Joint Cyber Defense Collaborative)
  - Ingeniería de Misiones (Mission Engineering)
  - Oficina del Director Técnico (Office of the Technical Director)
  - Caza de Amenazas (Threat Hunting)
  - Gestión de Vulnerabilidades (Vulnerability Management)
- División de Seguridad de las Infraestructuras (Infrastructure Security Division)
  - Prevención de Ataques con Bombas (Bombing Prevention)
  - Seguridad Química (Chemical Security)
  - Ejercicios (Exercises)
  - Evaluación y Análisis de Infraestructuras (Infrastructure Assessment & Analysis)
  - Seguridad en las Escuelas (School Safety)
  - Estrategia, Rendimiento y Recursos (Strategy, Performance & Resources)
- División de Comunicaciones de Emergencia (Emergency Communications Division)
- Centro Nacional de Gestión de Riesgos (National Risk Management Center)
- División Integrada de Operaciones (Integrated Operations Division)
  - Regiones 1 a 10 en que se divide el territorio estadounidense[26]
- División de Implicación de las Partes Interesadas (Stakeholder Engagement Division)
  - Gestión de Consejos (Council Management)
  - Internacional (International)
  - Gestión Sectorial (Sector Management)
  - Relaciones Estratégicas (Strategic Relations)

## Directores
| N.º | Director   | Director        | Mandato                 | Mandato                 | Mandato          |
| N.º | Fotografía | Nombre          | Inicio                  | Final                   | Duración         |
| --- | ---------- | --------------- | ----------------------- | ----------------------- | ---------------- |
| 1   |            | Chris C. Krebs  | 16 de noviembre de 2018 | 17 de noviembre de 2020 | 2 años y 1 día   |
| 2   |            | Jen M. Easterly | 13 de julio de 2021     | actual                  | 4 años y 17 días |